# Sissy bar

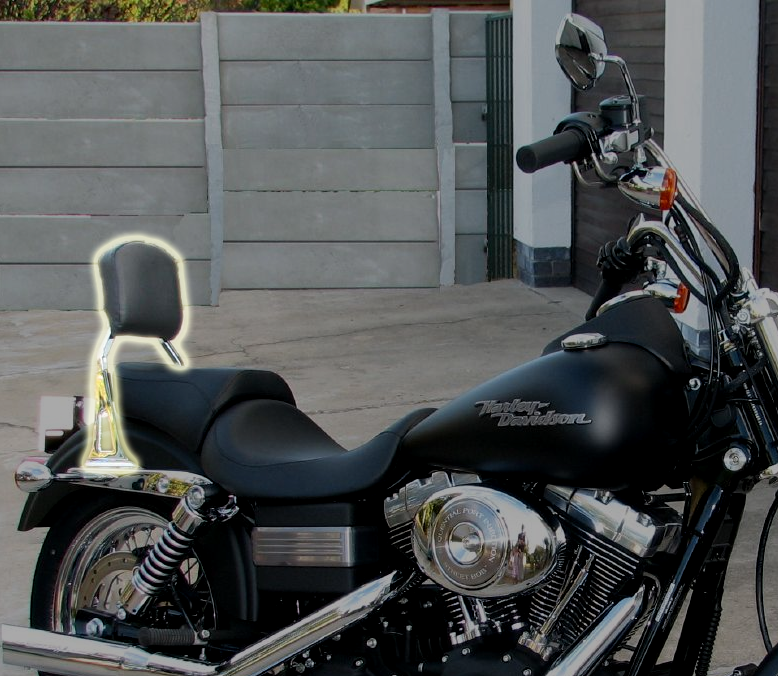
Sissy bar (подсвечен) установлен на Harley-Davidson Dyna

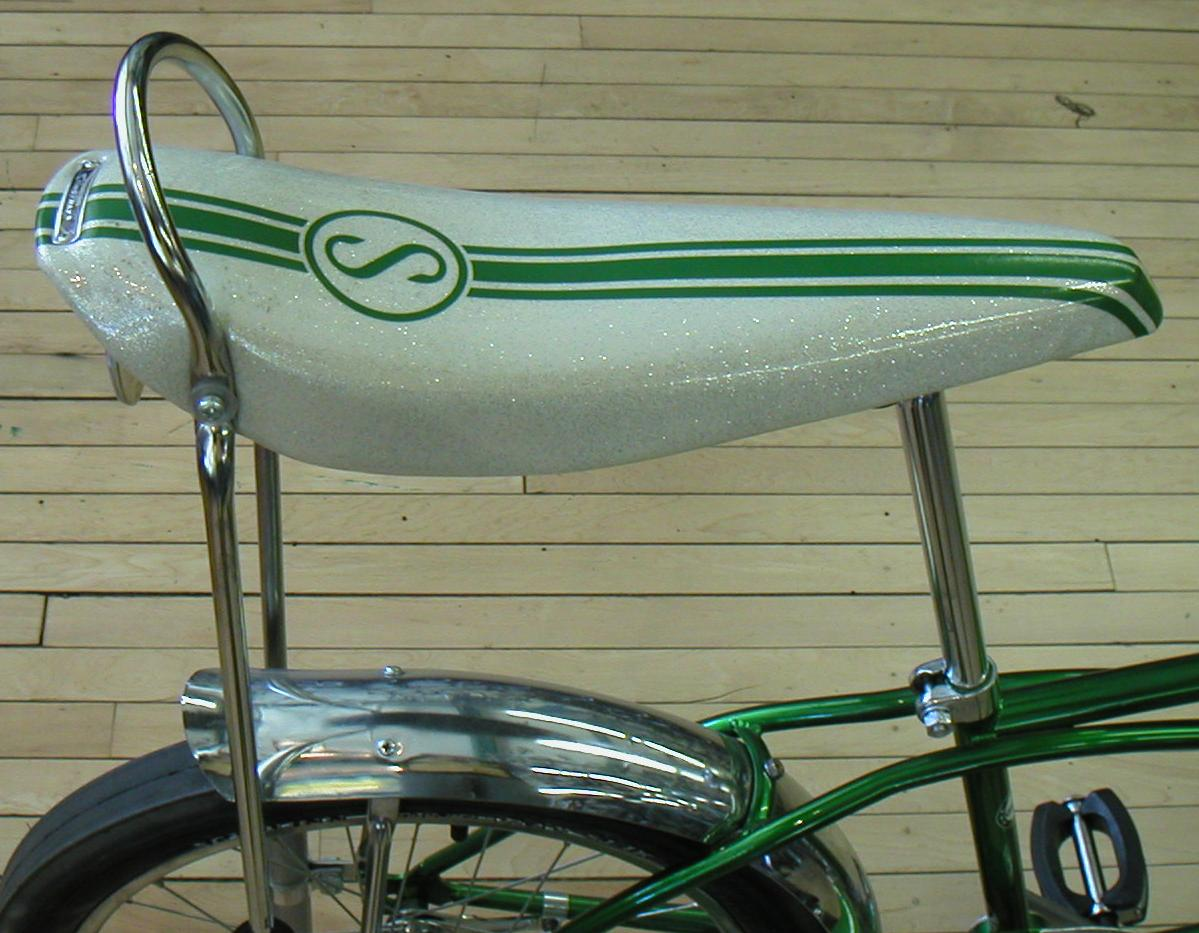
Sissy bar установленный на Schwinn Sting-Ray

Sissy bar, или «пассажирская спинка» является дополнением к задней части мотоцикла, он позволяет водителю или пассажиру откидываться на неё во время езды. Также она может устанавливаться на велосипед и служить дополнительной точкой опоры при передвижении или быть точкой крепления для запасного шлема, рюкзака, спального мешка, вещей для кемпинга или любых других предметов, которые необходимы в поездке. 
Sissy bar для мотоциклов типа круизёр обычно крепятся на заднее крыло и как правило, изготавливается из хромированной стали с мягкой спинкой в виде подушечки. Некоторые производители таких аксессуаров делают их в высоту более полуметра и они часто выступают в качестве крепления для таблички с флагом страны. Спинка для туристических мотоциклов обычно не такая высокая и может быть встроена в центральный кофр.
Уменьшенная версия Sissy bar в 1960-70х годах была общей чертой эпохи велосипедов в стиле Вилли (Wheelie), таких как Schwinn Sting-Ray  и Chopper Raleigh.
Сисибар (sissy bar, sissybar). Многофункциональная и одновременно совершенно бесполезная стойка над задним крылом. В эпоху зарождения хот-роддинга и кастомайзинга, когда излюбленным занятием американских авто- и мотофриков было гоняться по дну высохших соляных озер, существовал термин «бамп-старт» (bump start). Так как в угоду тотальному облегчению конструкции гоночные машины были лишены стартеров, в них сзади упирались бамперами пикапы-технички или семейные седаны с «сопровождающими лицами» и заводили, что называется, «с толкача». С мотоциклами было сложнее. Машиной особо не толкнешь – и упереться не во что, и вообще небезопасно. Добровольным «пушерам» тоже ухватиться не за что – это ж вам не просто мотоциклы, а бобберы как-никак. Таким образом, крепление заднего крыла становилось все мощнее и массивнее, чтобы «толкачам» было к чему приложиться. Так появился «пуш-бар» (push bar). В эпоху чопперов он претерпел значительные метаморфозы и стал выполнять совершенно другие функции: достигнув к концу 60-х максимальной высоты и попутно сменив название на «сисибар» (от sissy – «неженка», «маменькин сынок», или, пардон, просто «баба»), стал спинкой для пассажира и кронштейном для крепления багажа. В современных реалиях сисибар чаще всего вообще не несет функциональной нагрузки – он давно стал элементом декора и классическим чопперным атрибутом.